# 一二三航空
一二三航空，是中國東方航空旗下的航空公司，总部位于中國上海市，主基地设在上海虹桥机场。

## 歷史
公司正式成立於2020年2月26日。一二三航空有限公司将主要运营ARJ21中華人民共和國国产商用飞机以及各品牌公务机运营托管业务。一二三航空前身是成立於1995年的“东方公务航空有限公司”，主要經營公務機業務。2019年8月，东方公务航空有限公司在工商登記（国家企业信用信息公示系统）中更名为“一二三航空有限公司”，并将经营范围扩大至公共航空运输业务。
一二三航空正式成立後，初期暫只經營既有的公務機業務，至牌照獲批後才會以首批接收的ARJ21客機開展國內支線航線。此公司將與東航共用IATA代碼「MU」，但具有獨立的ICAO代碼及呼號。
2020年6月28日，一二三航空接收首架ARJ21飛機。其後，此公司開始以新接收的飛機，在虹橋、南通、南昌及西安等地進行試飛。至同年9月7日，一二三航空的籌建申請獲得批准。
2020年12月25日，一二三航空取得正式牌照，原先預計將於同月28日首航上海虹橋至北京大興航線。但是，由於出現機票超賣情況，故首航的MU5159航班改以北京首都作目的地。最後，該航班如期於當日下午2時30分開出，至同日下午4時55分抵達北京。
2024年8月31日，其母公司東航發布公告稱，宣布將會吸收一二三航空，並繼承全數資產、業務和債務等，一二三航空將會被註銷登記。9月22日起，东航与一二三航空正式合并运行，原一二三航空承运的航班变更为由东航承运。

## 機隊
一二三航空機隊分為普通客機和公務機兩部分，詳情如下：

### 普通客機

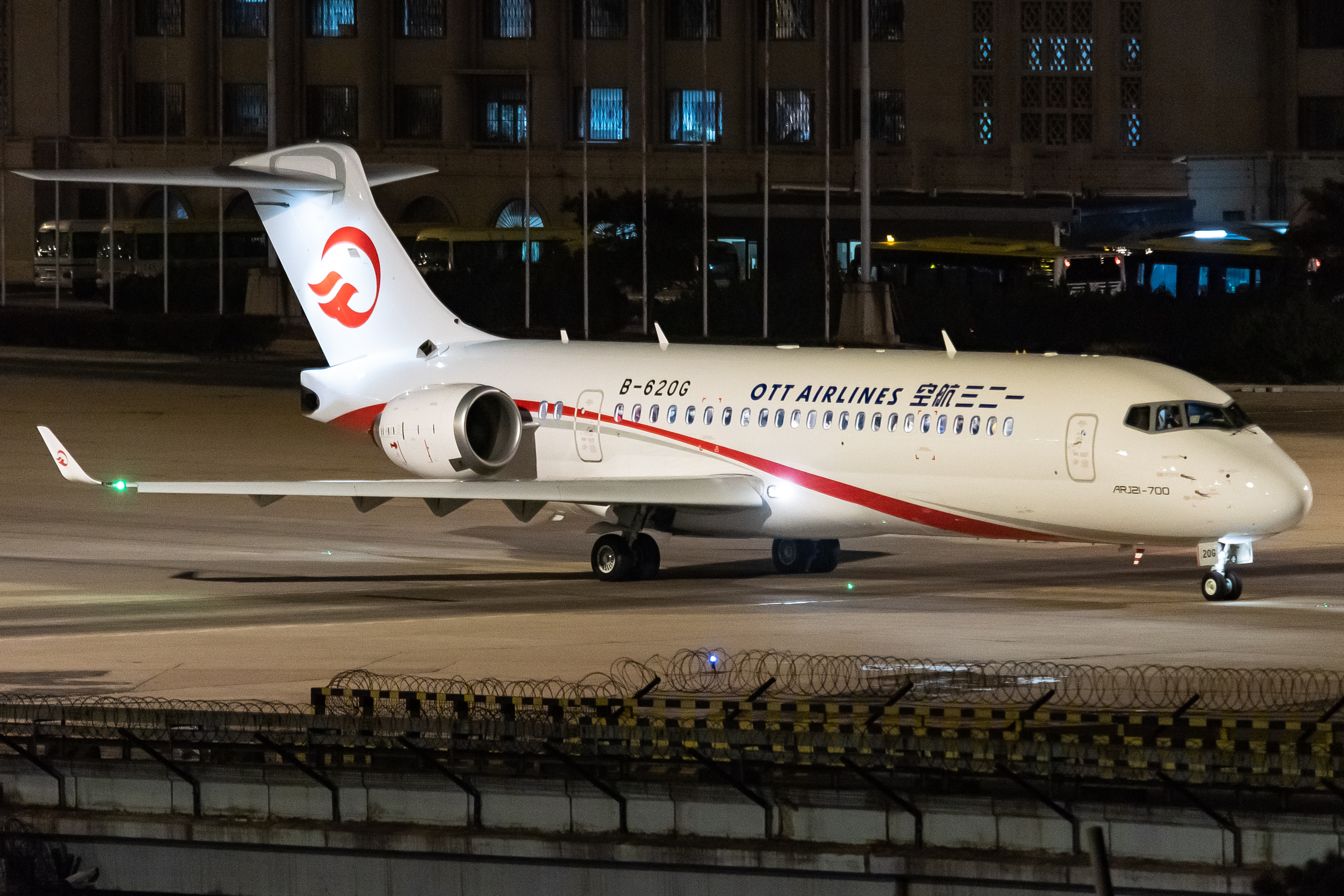
一二三航空C909在北京首都国际机场滑行

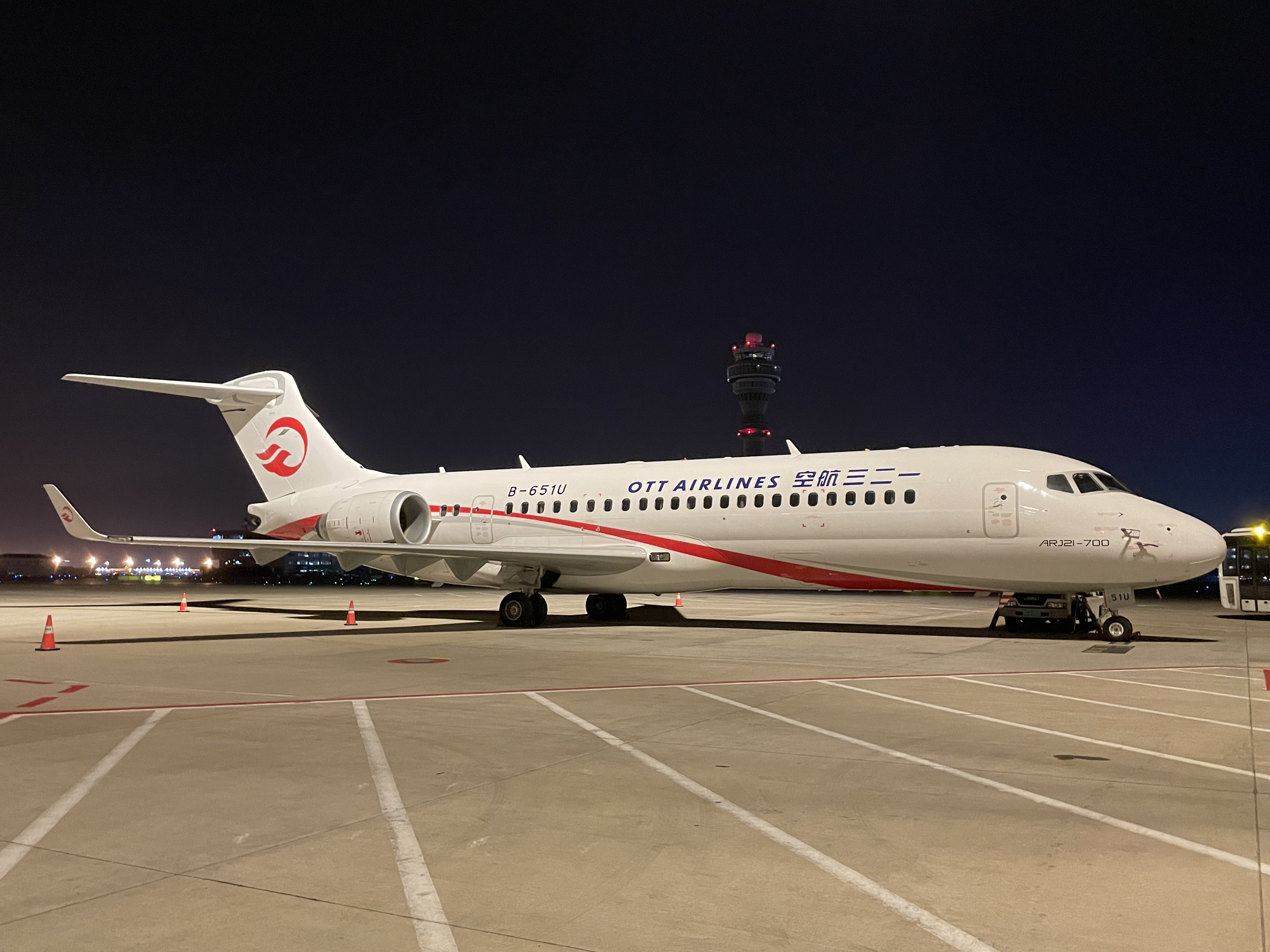
一二三航空C909停靠于上海浦东国际机场

### 公務機
以下機隊包括為私人客戶託管的公務機。
| 机型                        | 数量 | 备注                                                                      |
| --------------------------- | ---- | ------------------------------------------------------------------------- |
| 庞巴迪挑战者850             | —    |                                                                           |
| 庞巴迪环球5000              | —    |                                                                           |
| 灣流G450                    | —    |                                                                           |
| 灣流G550                    | 2    | B-8168，為託管公務機                                                      |
| 灣流G650                    | —    |                                                                           |
| 空中客车A318ACJ             | 1    | B-6186，由一二三航空持有                                                  |
| 巴西航空工業Lineage 1000    | —    |                                                                           |
| 巴西航空工業Legacy 600及650 | 6    | B-3097，B-3098，B-3099，B-3293，B-3295由一二三航空持有 B-3799為託管公務機 |

## 外部連結
- 官方网站
- 一二三航空的新浪微博